# 坎德米尔 (阿马兰蒂)
坎德米尔（葡萄牙語：Candemil）是葡萄牙波尔图区阿马兰蒂的一个堂区。总面积11.25平方公里，总人口1039人，人口密度92.4人/平方公里。